# Neil Young Trunk Show
Neil Young Trunk Show je americký dokumentární film z roku 2009. Jeho režisérem a producentem byl Jonathan Demme a jde o záznam vystoupení kanadského hudebníka Neila Younga. Kromě Younga ve filmu vystupují například Ben Keith, Ralph Molina, Pegi Young a další. Snímek měl premiéru na festivalu SXSW. Již roku 2008 byla rozpracovaná verze snímku uvedena na Mezinárodním filmovém festivalu v San Sebastiánu. Jde o druhou část trilogie Demmeových filmů souvisejících s Youngem, dalšími jsou Neil Young: Heart of Gold (2006) a Neil Young Journeys (2011).